# Europees kampioenschap voetbal vrouwen onder 19 - 2014
Het Europees kampioenschap voetbal vrouwen onder 19 van 2014 (kortweg: EK voetbal vrouwen -19) was de 17e editie van het Europees kampioenschap voetbal vrouwen onder 19 en was bedoeld voor speelsters die op of na 1 januari 1994 geboren waren. Niettegenstaande de leeftijdgrens van 19 jaar mochten ook speelsters van 20 jaar meespelen omdat de leeftijdsgrens alleen bij het begin van de kwalificatie voor het EK gold. Het toernooi werd gespeeld van 15 tot en met 27 juli 2014 in Noorwegen en gewonnen door Nederland.

## Geplaatste teams
- Noorwegen
- Schotland
- België
- Engeland
- Ierland
- Nederland
- Spanje
- Zweden

## Groepsfase

### Groep A
| Pos | Ploeg     | Pnt | Gsp | GW | G | V | DV | DT | DS |
| --- | --------- | --- | --- | -- | - | - | -- | -- | -- |
| 1.  | Noorwegen | 7   | 3   | 2  | 1 | 0 | 7  | 1  | +6 |
| 2.  | Nederland | 7   | 3   | 2  | 1 | 0 | 4  | 2  | +2 |
| 3.  | Schotland | 3   | 3   | 1  | 0 | 2 | 4  | 8  | -4 |
| 4.  | België    | 0   | 3   | 0  | 0 | 3 | 1  | 5  | -4 |

|                            |        |                                |           |                                                                            |
| 15 juli 2014 19.00 uur CET | België | 0 – 2                          | Schotland | Strømmenstadion, Strømmen Toeschouwers: 507 Scheidsrechter: Séverine Zinck |
| 15 juli 2014 19.00 uur CET |        | 10' Caroline Weir 40' Zoe Ness |           | Strømmenstadion, Strømmen Toeschouwers: 507 Scheidsrechter: Séverine Zinck |

|                            |           |       |           |                                                                                |
| 15 juli 2014 19.00 uur CET | Noorwegen | 0 – 0 | Nederland | Sarpsborgstadion, Sarpsborg Toeschouwers: 1348 Scheidsrechter: Zuzana Kováčová |
| 15 juli 2014 19.00 uur CET |           |       |           | Sarpsborgstadion, Sarpsborg Toeschouwers: 1348 Scheidsrechter: Zuzana Kováčová |

|                            |                                    |       |                                   |                                                                             |
| 18 juli 2014 19.00 uur CET | Nederland                          | 3 – 2 | Schotland                         | UKI Arena, Jessheim Toeschouwers: 312 Scheidsrechter: Karolina Radzik-Johan |
| 18 juli 2014 19.00 uur CET | Miedema 9', 24' O'Neill 19' (e.d.) |       | 65' (e.d.) Janssen 70' Richardson | UKI Arena, Jessheim Toeschouwers: 312 Scheidsrechter: Karolina Radzik-Johan |

|                            |                             |       |            |                                                                                  |
| 18 juli 2014 19.00 uur CET | Noorwegen                   | 2 – 1 | België     | Tønsberg Gressbane, Gressbane Toeschouwers: 946 Scheidsrechter: Sofia Karagiorgi |
| 18 juli 2014 19.00 uur CET | Markussen 18' S. Hansen 58' |       | 63' Michez | Tønsberg Gressbane, Gressbane Toeschouwers: 946 Scheidsrechter: Sofia Karagiorgi |

|                            |             |       |                   |                                                                             |
| 21 juli 2014 19.00 uur CET | Nederland   | 1 – 0 | België            | Mjøndalenstadion, Mjøndalen Toeschouwers: 267 Scheidsrechter: Marija Kurtes |
| 21 juli 2014 19.00 uur CET | Kaagman 41' |       | 40', 84' Vanhamel | Mjøndalenstadion, Mjøndalen Toeschouwers: 267 Scheidsrechter: Marija Kurtes |

|                            |           |                                                                       |           |                                                                                      |
| 21 juli 2014 19.00 uur CET | Schotland | 0 – 5                                                                 | Noorwegen | Sarpsborgstadion, Sarpsborg Toeschouwers: 823 Scheidsrechter: Anastasia Pustovoitova |
| 21 juli 2014 19.00 uur CET |           | 10' Marit Clausen 14' Naalsund 34' S. Hansen 72' Markussen 89' Jensen |           | Sarpsborgstadion, Sarpsborg Toeschouwers: 823 Scheidsrechter: Anastasia Pustovoitova |

### Groep B
| Pos | Ploeg    | Pnt | Gsp | GW | G | V | DV | DT | DS |
| --- | -------- | --- | --- | -- | - | - | -- | -- | -- |
| 1.  | Ierland  | 9   | 3   | 3  | 0 | 0 | 5  | 2  | +3 |
| 2.  | Spanje   | 6   | 3   | 2  | 0 | 1 | 4  | 1  | +3 |
| 3.  | Zweden   | 3   | 3   | 1  | 0 | 2 | 3  | 4  | -1 |
| 4.  | Engeland | 0   | 3   | 0  | 0 | 3 | 1  | 6  | -5 |

|                            |          |                                     |        |                                                                                  |
| 15 juli 2014 19.00 uur CET | Engeland | 0 – 2                               | Zweden | Tønsberg Gressbane, Gressbane Toeschouwers: 512 Scheidsrechter: Sofia Karagiorgi |
| 15 juli 2014 19.00 uur CET |          | 60' (e.d.) Bartrip 75' Blackstenius |        | Tønsberg Gressbane, Gressbane Toeschouwers: 512 Scheidsrechter: Sofia Karagiorgi |

|                            |           |       |        |                                                                             |
| 15 juli 2014 19.00 uur CET | Ierland   | 1 – 0 | Spanje | UKI Arena, Jessheim Toeschouwers: 552 Scheidsrechter: Karolina Radzik-Johan |
| 15 juli 2014 19.00 uur CET | Shine 54' |       |        | UKI Arena, Jessheim Toeschouwers: 552 Scheidsrechter: Karolina Radzik-Johan |

|                            |                    |       |                         |                                                                                      |
| 18 juli 2014 19.00 uur CET | Engeland           | 1 – 2 | Ierland                 | Mjøndalenstadion, Mjøndalen Toeschouwers: 306 Scheidsrechter: Anastasia Pustovoitova |
| 18 juli 2014 19.00 uur CET | Claudia Walker 36' |       | 57' McCarthy 86' Keenan | Mjøndalenstadion, Mjøndalen Toeschouwers: 306 Scheidsrechter: Anastasia Pustovoitova |

|                            |        |                        |        |                                                                           |
| 18 juli 2014 19.00 uur CET | Zweden | 0 – 2                  | Spanje | Strømmenstadion, Strømmen Toeschouwers: 450 Scheidsrechter: Marija Kurtes |
| 18 juli 2014 19.00 uur CET |        | 42' García 79' Redondo |        | Strømmenstadion, Strømmen Toeschouwers: 450 Scheidsrechter: Marija Kurtes |

|                            |                       |       |          |                                                                            |
| 21 juli 2014 19.00 uur CET | Spanje                | 2 – 0 | Engeland | Strømmenstadion, Strømmen Toeschouwers: 317 Scheidsrechter: Séverine Zinck |
| 21 juli 2014 19.00 uur CET | Fraile 58' García 79' |       |          | Strømmenstadion, Strømmen Toeschouwers: 317 Scheidsrechter: Séverine Zinck |

|                            |                 |       |                           |                                                                       |
| 21 juli 2014 19.00 uur CET | Zweden          | 1 – 2 | Ierland                   | UKI Arena, Jessheim Toeschouwers: 465 Scheidsrechter: Zuzana Kováčová |
| 21 juli 2014 19.00 uur CET | Blackstenius 8' |       | 21' McCarthy 80' Connolly | UKI Arena, Jessheim Toeschouwers: 465 Scheidsrechter: Zuzana Kováčová |

## Eindronde

### Halve finales
|                        |           |                           |        |                                                                       |
| 24 juli 2014 18.00 uur | Noorwegen | 0 – 2                     | Spanje | UKI Arena, Jessheim Toeschouwers: 904 Scheidsrechter: Zuzana Kováčová |
| 24 juli 2014 18.00 uur |           | 71' Caldentey 90+4' Turmo |        | UKI Arena, Jessheim Toeschouwers: 904 Scheidsrechter: Zuzana Kováčová |

|                        |         |                                   |           |                                                                            |
| 24 juli 2014 19.00 uur | Ierland | 0 – 4                             | Nederland | Mjøndalen Arena, Mjøndalen Toeschouwers: 350 Scheidsrechter: Marija Kurtes |
| 24 juli 2014 19.00 uur |         | 5', 48', 55' Miedema 34' Kuijpers |           | Mjøndalen Arena, Mjøndalen Toeschouwers: 350 Scheidsrechter: Marija Kurtes |

### Finale
|                        |        |             |           |                                                                          |
| 27 juli 2014 18.00 uur | Spanje | 0 – 1       | Nederland | Ullevaalstadion, Oslo Toeschouwers: 4054 Scheidsrechter: Zuzana Kováčová |
| 27 juli 2014 18.00 uur |        | 21' Miedema |           | Ullevaalstadion, Oslo Toeschouwers: 4054 Scheidsrechter: Zuzana Kováčová |

1998 · 
Zweden 1999 · 
Frankrijk 2000 · 
Noorwegen 2001 · 
Zweden 2002 · 
Duitsland 2003 · 
Finland 2004 · 
Hongarije 2005 · 
Zwitserland 2006 · 
IJsland 2007 · 
Frankrijk 2008 · 
Wit-Rusland 2009 · 
Macedonië 2010 · 
Italië 2011 · 
Turkije 2012 · 
Wales 2013 ·
Noorwegen 2014 ·
Israël 2015 ·
Slowakije 2016 ·
Noord-Ierland 2017 ·
Zwitserland 2018 ·
Schotland 2019 ·
Georgië 2020·
Wit-Rusland 2021 ·
Tsjechië 2022 ·
België 2023 ·
Litouwen 2024 ·
Wit-Rusland 2025 ·